# كوري هيغنز
كوري هيغنز (بالإنجليزية: Cory Higgins)‏ مواليد 14 يونيو 1989 في دانفيل، هو لاعب كرة سلة أمريكي بدأ مسيرته الاحترافية في سنة 2011 ويحمل الرقم 22. يبلغ طوله 6 قدم 5 بوصة (2.0 م).

## فرق لعب لها
- شارلوت هورنتس
- زينيت سانت بطرسبرغ
- عنتاب لكرة السلة
- نادي سسكا موسكو لكرة السلة

## إحصائيات المسيرة

### الرابطة الوطنية لكرة السلة

#### الموسم الاعتيادي
| السنة   | الفريق        | لعب | بدأ | دقيقة | ميداني% | ثلاثية | حرة  | ارتداد | صنع | استلاب | تصدي | نقطة |
| ------- | ------------- | --- | --- | ----- | ------- | ------ | ---- | ------ | --- | ------ | ---- | ---- |
| 2011–12 | شارلوت هورنتس | 38  | 0   | 11.1  | .325    | .200   | .700 | .9     | .9  | .1     | .2   | 3.9  |
| 2012–13 | شارلوت هورنتس | 6   | 0   | 5.3   | .316    | .200   | .500 | .5     | .8  | .5     | .0   | 2.3  |
| المسيرة |               | 44  | 0   | 10.3  | .324    | .200   | .694 | .9     | .9  | .2     | .1   | 3.7  |

## روابط خارجية
- كوري هيغنز على موقع الدوري الأوروبي لكرة السلة (الإنجليزية)
- كوري هيغنز على موقع إن بي أي (الإنجليزية)
- كوري هيغنز على موقع سبورتس رفرنس (الإنجليزية)
- كوري هيغنز على موقع الدوري الإسباني لكرة السلة (الإسبانية)
- كوري هيغنز على موقع كرة السلة الأوروبية.كوم (الإنجليزية)
- كوري هيغنز على موقع DraftExpress.com (الإنجليزية)
- كوري هيغنز على موقع كلية كرة السلة في سبورتس رفرنس.كوم (الإنجليزية)
- كوري هيغنز على موقع ريلجم (الإنجليزية)
- كوري هيغنز على موقع بروبوليرز (الإنجليزية)
- كوري هيغنز على موقع سبورتس رفرنس (الإنجليزية)